# العلاقات الإندونيسية الهايتية
العلاقات الإندونيسية الهايتية هي العلاقات الثنائية التي تجمع بين إندونيسيا وهايتي.

## مقارنة بين البلدين
هذه مقارنة عامة ومرجعية للدولتين:
| وجه المقارنة                                              | إندونيسيا         | هايتي                                |
| --------------------------------------------------------- | ----------------- | ------------------------------------ |
| المساحة (كم2)                                             | 1.90 مليون        | 27.75 ألف                            |
| عدد السكان (نسمة)                                         | 263.99 مليون      | 10.98 مليون                          |
| الكثافة السكانية (ن./كم²)                                 | 138.94            | 395.68                               |
| العاصمة                                                   | جاكرتا            | بورت أو برانس                        |
| اللغة الرسمية                                             | اللغة الإندونيسية | لغة فرنسية، اللغة الكريولية الهايتية |
| العملة                                                    | روبية إندونيسية   | جوردة هايتية                         |
| الناتج المحلي الإجمالي (بليون دولار)                      | 1.02 تريليون      | 8.41 مليار                           |
| الناتج المحلي الإجمالي (تعادل القوة الشرائية) بليون دولار | 2.85 تريليون      | 18.82 مليار                          |
| الناتج المحلي الإجمالي الاسمي للفرد دولار أمريكي          | 3.35 ألف          | 818                                  |
| الناتج المحلي الإجمالي للفرد دولار أمريكي                 | 10.52 ألف         | 1.73 ألف                             |
| مؤشر التنمية البشرية                                      | 0.684             | 0.483                                |
| رمز المكالمات الدولي                                      | +62               | +509                                 |
| رمز الإنترنت                                              | .id               | .ht                                  |
| المنطقة الزمنية                                           |                   | 00                                   |

## منظمات دولية مشتركة
يشترك البلدان في عضوية مجموعة من المنظمات الدولية، منها:
| علم المنظمة | اسم المنظمة                               | تاريخ انضمام إندونيسيا | تاريخ انضمام هايتي |
| ----------- | ----------------------------------------- | ---------------------- | ------------------ |
|             | مؤسسة التنمية الدولية                     | 20 أغسطس 1968          | 13 يونيو 1961      |
|             | يونسكو                                    | 27 مايو 1950           | 18 نوفمبر 1946     |
|             | وكالة ضمان الاستثمار متعدد الأطراف        | 12 أبريل 1988          | 11 ديسمبر 1996     |
|             | الأمم المتحدة                             | 28 سبتمبر 1950         | 24 أكتوبر 1945     |
|             | الاتحاد البريدي العالمي                   | ?                      | ?                  |
|             | البنك الدولي للإنشاء والتعمير             | 13 أبريل 1967          | 8 سبتمبر 1953      |
|             | الاتحاد الدولي للاتصالات                  | 1949                   | 10 أكتوبر 1927     |
|             | منظمة حظر الأسلحة الكيميائية              | ?                      | ?                  |
|             | مؤسسة التمويل الدولية                     | 23 أبريل 1968          | 20 يوليو 1956      |
|             | المركز الدولي لتسوية المنازعات الاستشارية | 28 أكتوبر 1968         | 26 نوفمبر 2009     |
|             | منظمة التجارة العالمية                    | ?                      | ?                  |
|             | منظمة الشرطة الجنائية الدولية             | 5 أكتوبر 1954          | ?                  |

## وصلات خارجية
- موقع وزارة الخارجية الإندونيسية
- موقع وزارة الخارجية الهايتية